# Hippolyte Fierens-Gevaert
Hippolyte Fierens-Gevaert, geborener Hippolyte Fierens, (* 1870 in Brüssel, Belgien; † 16. Dezember 1926 in Lüttich, Belgien) war ein belgischer Opernsänger, Professor für Kunstgeschichte und Kunsttheorie, Kunstkritiker, Schriftsteller und Chefkurator der Königlichen Museen für Kunst und Geschichte in Brüssel.

## Werdegang

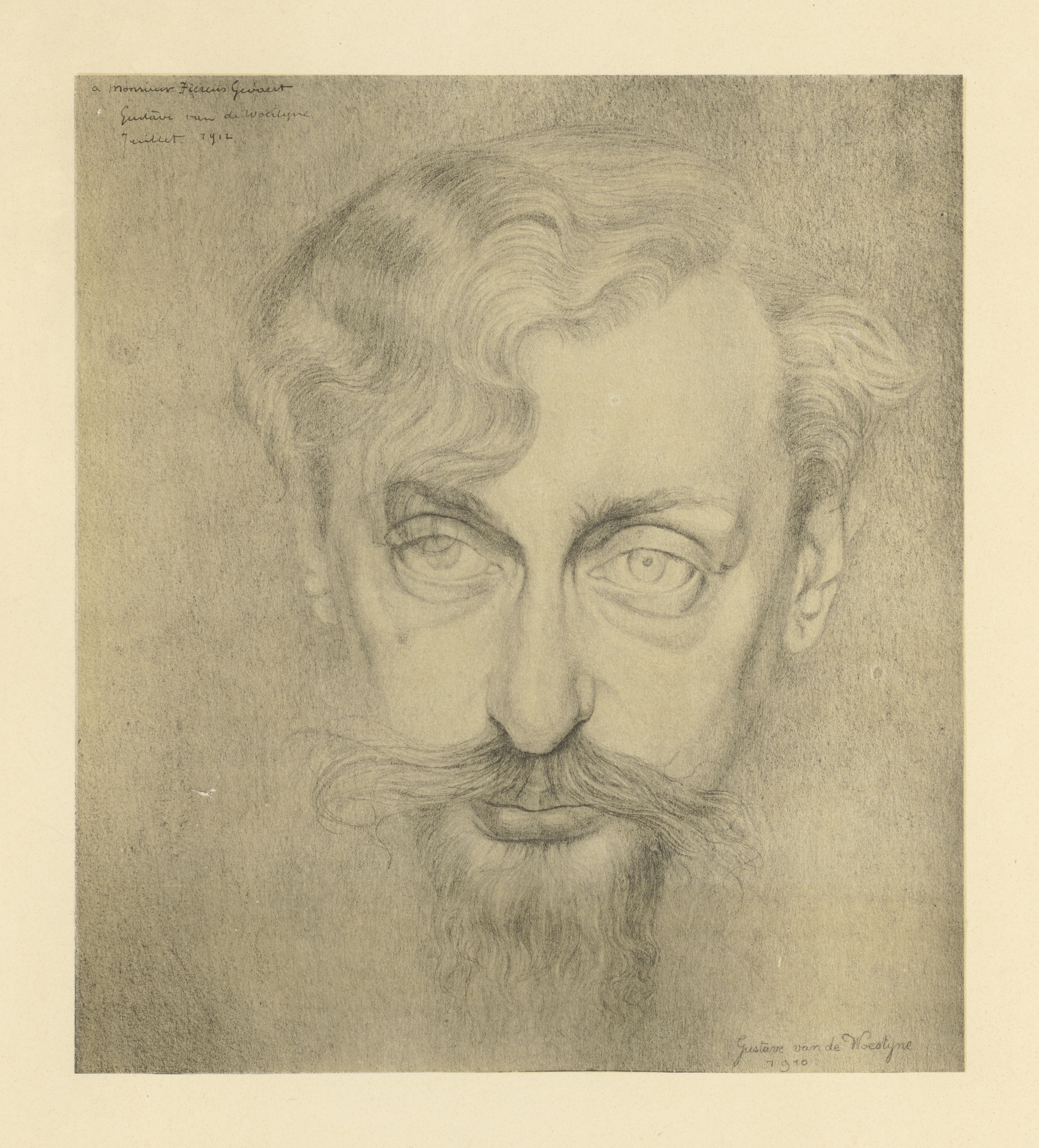
Gustave van de Woestyne - Portrait de Hippolyte Fierens-Gevaert (1870-1926) - lithographie - Royal Library of Belgium - S.III 76733.jpg

Hippolyte Fierens-Gevaert wurde 1870 während der Regierungszeit von König Leopold II. in Brüssel geboren. Über seine Jugendjahre ist nichts bekannt.
Im Alter von 17 Jahren schrieb er sich am Königlichen Konservatorium Brüssel ein, um Musik zu studieren. Er gewann 1890 den Premier Prix de Chant. Im selben Jahr, 1890, heiratete er Jacqueline Marthe Gevaert, die Tochter des belgischen Komponisten und Musikschriftstellers François-Auguste Gevaert. Danach trat er ein Engagement an der Oper in Lille (Frankreich) an, allerdings musste er auf Grund einer Schädigung seiner Stimme seine Laufbahn als Opernsänger beenden.
Nach diesem Unglück zog das Paar nach Paris. Dort begann er eine neue Laufbahn als Journalist, Schriftsteller und Kunstkritiker. Während dieser Zeit änderte er seinen Nachnamen von „Fierens“ in „Fierens-Gevaert“, indem er den Familiennamen seiner Ehefrau mit annahm. Von 1893 an schrieb er Artikel für mehrere Zeitschriften, einschließlich des Journal des Débats. Er verfasste auch verschiedene Essays. Für Essai sur l’art contemporain, welches 1897 veröffentlicht wurde, erhielt er eine Auszeichnung von der Académie française und für sein Essay La tristesse contemporaine: essai sur les grands courants moraux et intellectuels du XIXe siècle, welches 1899 veröffentlicht wurde, eine Auszeichnung von der Académie des sciences morales et politiques. 1901 veröffentlichte er Psychologie d’une ville, essai sur Bruges, in welchem er die künstlerische Entwicklung der flämischen Stadt Brügge untersuchte.
Im Jahr 1902 kehrte er nach Belgien zurück, um eine Anstellung als Professor für Kunsttheorie an der Universität Lüttich  anzutreten. In der Folgezeit wurden ihm zusätzlich die Fächer Kunstphilosophie, Kunstgeschichte der Renaissance und der Neuzeit, und 1906 Musikgeschichte anvertraut. Im Jahr 1903 wirkte er an der Regierungsreform zur Regelung der Hochschulausbildung hinsichtlich Kunstgeschichte in Belgien mit. Dies führt unter anderem zu der Gründung der Société des cours d’art et d’archéologie in Brüssel (heute Institut supérieur d’Histoire de l’Art et d’Archéologie de Bruxelles). Neben seiner Position an der Universität Lüttich bekleidete er an dieser Lehranstalt eine Lehrstelle. Gleichzeitig engagierte er sich aktiv bei internationalen Ausstellungen, in Belgien sowie in den Städten Turin, Mailand und Venedig. In diesem Zusammenhang fungierte er von 1907 bis 1926 in Venedig als der offizielle Delegierte für den belgischen Abschnitt bei der Biennale di Venezia – einer internationalen Kunstausstellung in Venedig, welche seit 1895 dort alle zwei Jahre stattfindet. Fierens-Gevaert wurde 1907 zum Secretary im Verwaltungsrat der Brussels Royal Museums of Painting and Sculpture of Belgium ernannt.
Im Jahr 1907 veröffentlichte er L’art au XXe siècle et son expression en Belgique. Zwischen 1905 und 1909 verfasste er zwei Studien über die frühe flämische Kunst: La Renaissance septentrionale et les premiers maîtres des Flandres (1905) und Les primitifs flamands (1908–1909). Eine überarbeitete Fassung der Studien erschien zwischen 1927 und 1929.
Fierens-Gevaert wurde 1910 zum Professor des neu gegründeten Institut supérieur d’Histoire de l’Art et d’Archéologie an der Universität Lüttich ernannt.
Im Jahr 1914 veröffentlichte er einen Artikel über die kunsthistorische Bildung in Belgien. Er nahm an der International Conference of Art History in Rom (1912) und später in Paris (1921) teil.
Fierens-Gevaert wurde 1914 Mitglied im Verwaltungsrat der Königlichen Museen für Kunst und Geschichte. Nach dem Ersten Weltkrieg stieg er 1919 dort zum ersten Chefkurator auf. In seiner Funktion war er für die Reorganisation der Königlichen Museen für Kunst und Geschichte in Brüssel zuständig. Zum Zwecke der kunsthistorischen Bildung gründete er eine Dokumentationsabteilung, inklusive einer Bibliothek, der Zeitschriften und der fotografischen Sammlung. Er sah das Museum auch als ein Ort, in dem eine große Öffentlichkeit, einschließlich Jugendliche, eingeladen wurden die Schönheit zu genießen und etwas über Kunst zu lernen. Die ersten geführten Schulgänge fanden 1920 statt. Im Jahr 1924 wurde die Diffusion artistique des Musées Royaux gegründet, die für die Organisation von Führungen und Vorträgen verantwortlich ist. In diesem Zusammenhang wurden zeitlich begrenzte Ausstellungen regelmäßig organisiert. Bei der Van-Eyck-Bouts Ausstellung im Jahr 1920 wurde das berühmte Genter Altarbild (Flügelaltar) ausgestellt, welches von Jan van Eyck und wahrscheinlich dessen Bruder Hubert van Eyck geschaffen wurde. Dies geschah, nach dem die Flügelpaneele nach Belgien zurückkehrten als Folge des Friedensvertrags von Versailles und der Wiedervereinigung mit den zentralen Paneelen.
Im Jahr 1924 veröffentlichte er Les Très Belles Heures de Jean de France, duc de Berry. Für diese Studie gewann er 1925 den Prix quinquennal de critique historique et littéraire.
Fierens-Gevaert verstarb 1926 in seinem 56 Lebensjahr in Lüttich.
Die dreibändige Histoire de la peinture flamande des origines à la fin du XVe siècle wurde posthum zwischen 1927 und 1929 veröffentlicht. Die ersten zwei Bände trugen die Untertitel: Les créateurs de l’art flamand und Les continuateurs de Van Eyck. Sie wurden von Fierens-Gevaert selbst verfasst. Dafür dienten ihm seine früheren Arbeiten, welche er überarbeitete. Der dritte Band La maturité de l’art flamand wurde von seinem Sohn Paul Fierens zusammengestellt, welcher dafür die Notizen und früheren Arbeiten seines Vaters benutzte.
Im Jahr 1927 wurde Leo van Puyvelde der Nachfolger von Hippolyte Fierens-Gevaert als Chefkurator der Königlichen Museen für Kunst und Geschichte in Brüssel und Professor für Kunstgeschichte der Renaissance an der Universität Lüttich. Der Sohn von Fierens-Gevaert, Paul Fierens, unterrichtete Kunsttheorie und moderne Kunst an derselben Universität.

## Veröffentlichungen (Auswahl)
- 1897: Essai sur l’art contemporain[2]
- 1899: La tristesse contemporaine: essai sur les grands courants moraux et intellectuels du XIXe siècle[3]
- 1901: Psychologie d’une ville, essai sur Bruges[4]
- 1905: La Renaissance septentrionale et les premiers maîtres des Flandres[5]
- 1907: L’art au XXe siècle et son expression en Belgique
- 1908–1909: Les primitifs flamands (2 Bände)[6][7]
- 1924: Les Très Belles Heures de Jean de France, duc de Berry[8]
- 1927–1929: Histoire de la peinture flamande des origines à la fin du XVe siècle (3 Bände)[9][10]